# 韩东山
韩东山（1905年—1986年），中国人民解放军将领、中国人民解放军开国少将。
曾任中国人民解放军武汉军区参谋长。1955年，授予中国人民解放军少将。